# 阿尔日
阿尔日（法語：Argy，法語發音：[aʁʒi]）是法国安德尔省的一个市镇，位于该省中部偏西北，属于沙托鲁区。

## 地理
阿尔日（46°56'21"N, 1°26'18"E）面积38.89 平方千米，位于法国中央-卢瓦尔河谷大区安德尔省，该省份为法国中部省份，北起卢瓦-谢尔省，西北接安德尔-卢瓦尔省，西南接维埃纳省，南至克勒兹省和上维埃纳省，东临谢尔省。
与阿尔日接壤的市镇（或旧市镇、城区）包括：比藏赛、弗朗西永、佩勒瓦桑、圣拉克唐桑、苏热、维勒古安、勒夫鲁。

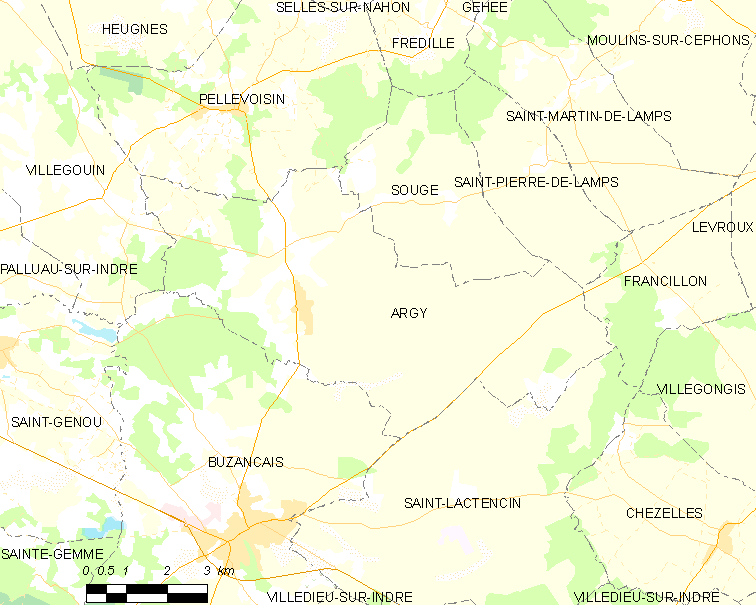
阿尔日的OSM定位图

阿尔日的时区为UTC+01:00、UTC+02:00（夏令时）。

## 行政
阿尔日的邮政编码为36500，INSEE市镇编码为36007。

## 政治
阿尔日所属的省级选区为比藏赛县。

## 人口

1962-2008年间阿尔日人口变化图示

阿尔日于2022年1月1日时的人口数量为574人。